# برايان هارفي (عالم حاسوب)
برايان هارفي (بالإنجليزية: Brian Harvey) هو عالم حاسوب أمريكي، ولد في 1949.